# Muscina minor
Muscina minor är en tvåvingeart som först beskrevs av Josef Aloizievitsch Portschinsky 1881.  Muscina minor ingår i släktet Muscina och familjen husflugor. Inga underarter finns listade i Catalogue of Life.